# Алрік і Ерік
Алрік і Ерік I (*Alrik och Erik IV ст.) — легендарні конунги-співправителі свеїв на початку IV ст.

## Життєпис
Походили з роду Інглінгів. Згідно з Сагою про Інглінгів, Алрік, син конунга Агне, правив разом з братом Еріком (умовно вважають Еріком I). Вони були могутні і дуже войовничі, володіли різними мистецтвами. У них було звичай їздити верхи, привчаючи коня йти кроком або риссю. Їздили вони верхи чудово і дуже змагалися в тому, хто з них кращий наїзник й у кого краще коні. Одного разу брати виїхали на своїх кращих конях, відбилися від інших людей, заїхали в якісь поля і назад не повернулися. Їх поїхали шукати і знайшли обох мертвими з проломленими черепами. У них не було з собою ніякої зброї, тільки вудила, і люди думають, що вони вбили один одного вудилами.
У цьому місці Сноррі Стурлусон можливо помиляється щодо смерті Еріка. Бо в сазі Тьодольва сказано: «Алрік, піднявши руку на Еріка, сам від руки братової помер». Про смерть же Еріка нічого не кажеться. У «Сазі про Хрольфа, сина Гаутрека» сказано, що після загибелі Алріка Ерік прожив довге життя.
«Сага про Граутрека» оповідає про відомого вікінга Старкада, що бився на боці Алріка і Еріка в численних походах. Потім він залишив свейських конунгів. Старкад та Алрік з Еріком стали ходити у морські походи окремо.
Саксон Граматик у «Діяннях данів» конунг ерік був товаришем по походам Фроде, сина данського конунга Фрідлейва. Також він розповідає як конунг норманів Ерік пішов війною на свеїв, що воювали з гетським конунгом Гестібліндом. Останній запросив допомогу у норманів та данів, яких очолив Ерік. Свейський конунг Алрік запропонував вирішити результат війни герцем між конунгами. Під час поєдинку Алріка було вбито, а Еріка важко поранено, але через деякий час вилікувався й став правити Сверіке. Саксон Граматик вважає Еріка першим королем свеїв, який мав це ім'я.

## Родина
Про дружину Алріка відсутні відомості, у Еріка нібито дружиною була Інгігерда (начебто сестра Фроде Данського), відомо про їх дітей. Синами Алріка були Інгві та Альв, а Еріка I — Торнбьйорг. Остання за правління батька отримала частину володінь й навіть називала себе конунгом. Відмовилася від володінь після шлюбу з Грьольвом, сином данського конунга Гаутрека. Про це йдеться в «Сазі про Граутрека».